# Primera campanya d'Archinard
La primera campanya d'Archinard al territori de l'Alt Senegal, anava dirigida principalment contra la fortalesa tuculor de Koundian si bé va tenir algunes derivades.
Des de la seva arribada Archinard mantenia converses amb Samori Turé el qual estava sent atacat pel rei Tieba de Sikasso (finançat de fet pels francesos). Samori havia enviat el gener de 1889 una ambaixada amb regals al comandant francès de Siguiri; l'ambaixada demanava la cessió de tiradors a canvi de la renúncia a la riba esquerra del Níger. Archinard va acceptar les propostes i va enviar al capita Bonnardot que va signar amb l'almamy el tractat de Niako (13 de febrer de 1889) que cedia a França tots els territoris a l'esquerra del Níger fins a les fonts d'aquest riu.
Koundian era el centre de l'activitat tuculor a la vall del Bafing. La columna expedicionària va sortir a finals de 1888 i va avançar amb l'avantguarda dirigida pel capità Quiquandon, que va reprimir diverses pobles en el seu camí i finalment va avançar contra la pròpia Koundian que va rodejar el 16 de febrer de 1889; dos dies després va arribar el gros de la columna. La tata o fortalesa tenia 170 metres de costat amb murs de cinc metres d'altura amb diverses torres; després d'unes hores de canonades les columnes d'assalt van avançar pels forats; el subtinent Marchand, tot i que ferit, va ser el primer a entrar a la ciutadella; a la nit del mateix dia 18 de febrer la fortalesa estava en mans dels francesos; entre els oficials només va morir el capità Morin. La tata de Koundian (el poble estava a poca distància però no fou afectat per la lluita) fou arrasada. Des de llavors el Dinguiray va quedar aïllat de Kaarta. Després d'això els francesos van poder suprimir les guarnicions de Koundou i Badumbe, que controlaven les valls del Bakhoy i del Bafing, ja que no hi havia cap amenaça propera.
El capità Ruault fou enviat al Bélédougou per retornar la confiança d'aquesta regió en els francesos, cosa que va complir.
Archinard va voler llavors buscar l'aliança de Samori i seguint instruccions del secretari d'Estat de les colònies, va ordenar al comandant de Siguiri d'abstenir-se de tota activitat hostil contra l'almamy a la riba dreta del Níger; a més va enviar alguns regals a Samori i el va citar a Siguiri el 28 de març. Archinard estava acantonat a Kita amb les forces que havien conquerit Koundian el 18 de febrer de 1889, i d'allí va sortir cap a Siguiri amb 40 spahis i 40 tiradors arribant a Siguiri el 28 de març. Samori no es va presentar però va enviar un delegat que va oferir un regal en or i va demanar ajuts en homes. No va rebre resposta i no va tardar en contactar amb els britànics de Sierra Leone. Archinard li va escriure i el va acusar de mala fe. Després va atacar Dourgoura, una fortalesa a l'esquerra del Níger que encara restava en mans dels sofes, que fou destruïda. Archinard va construir llavors un fort a Kouroussa.
A Kouroussa va saber que Aguibou, rei del Dinguiray, esperonat per Ahmadu Tall i per Samori, havia organitzat un petit exèrcit i s'havia unit a Soriba, un cap de banda independent però que de fet servia a Samori, i s'havien establert a Sanguiana, una gran població del Baleya, on es preparaven per atacar als francesos. Archinard va avançar llavors contra Sanguiana, i en acostar-se els enemics van fugir; tota la província de Baleya es va sotmetre. Angoixat, Aguibou va tornar al Dinguiray i va fer protestes de la seva amistat amb França; en endavant de fet no va causar cap altre problema al colonialistes. Quant a Soriba, es va refugiar a Kébeia, al Oulada (a la part centro-occidental). La columna francesa el va perseguir però la població de Kébeia els va enganyar i va comunicar als francesos que els sofes havien fugit cap al sud a Banko. Finalment alguns presoners van revelar la veritat; llavors Kébeia fou incendiada; no obstant Soriba va poder escapar cap al Futa Djalon. Els natius, que havien fugit de les seves cases, van demanar perdó i foren autoritzats a reconstruir les cases cremades; poc després tot l'Oulada va reconèixer la sobirania francesa i es va signar la corresponent convenció entre Archinard i els caps de la província.
Archinard va retornar llavors a Siguiri, on va deixar al capità Besançon per dirigir els afers del cercle; després, via Bamako, que va reavituallar al passar, va seguir cap a Koulikoro i Koundou, fins a arribar a Kayes.
Durant la hivernada Samori va fer incursions al Oulada atacant també Dioni-Mori, al Bouré; tots els combats foren favorables als francesos i el capità Besançon es va mostrar força hàbil. No obstant la capital d'Oulada, Nono, es va revoltar contra els francesos. Un sergent i 12 tiradors foren enviats des de Kouroussa i van forçar la rendició dels rebels. Poc després Soriba va retornar a la regió i llavors una posició de 12 tiradors fou instal·lada a Banko. Mentre el faama Tieba de Sikasso va reprendre la lluita contra Samori.
Archinard però ja estava preparant la guerra contra Ahmadu Tall amb la intenció clara d'ocupar Ségou; va fer crear una posició a Nyamina i hi va enviar queviures i municions. A més el tinent Marchand va explorar la zona i el gener de 1890 va arribar a Ouossébougou, explorant 250 kilòmetres de ruta entre Bamako i Farak (més enllà de Ségou) i va establir ponts a tots el marigots que havien de travessar per permetre a l'artilleria seguir la columna. El 22 de juny de 1889 Archinard va anar a França per consultar amb el ministre de Marina la propera expedició.